# Feliks Antosiewicz
Feliks Antosiewicz (ur. 1903, zm. 1964) – ogrodnik, według innych relacji malarz, polski „Sprawiedliwy wśród Narodów Świata”.

## Życiorys
Podczas II wojny światowej zamieszkiwał wraz z żoną Wiktorią (ur. 1896, zm. 1965) w Radzyniu Podlaskim (woj. lubelskie) przy ul. Warszawskiej 18. Miał dwie córki: Teresę i Mariannę. Małżeństwo ukrywało w swoim domu dwie młode Żydówki – Pesę Bidermann i 22-letnią Sabę Blumen. Obie były uciekinierkami kolejno z gett w Radzyniu i Międzyrzeczu Podlaskim. Pesie Niemcy zamordowali latem 1942 r. męża wraz z całą rodziną. Sabę do Antosiewicza przyprowadził jej narzeczony Michael Goldblum, zastrzelony później przez Niemców. Antosiewicz wraz z małżonką przygotował dla nich kryjówkę we własnym mieszkaniu, w schowku w ścianie koło pieca, gdzie pozostawały w ukryciu aż do wyzwolenia. Dostarczali ukrywanym żywność, ubrania i niezbędne artykuły. W lutym 1945 r. Feliks Antosiewicz otrzymał list uznania od Tymczasowego centralnego Komitetu Żydów Polskich w Lublinie z podziękowaniem za pomoc, jakiej udzielał Żydom podczas okupacji.
3 listopada 1992 roku Instytut Jad Waszem uhonorował Feliksa i Wiktorię Antosiewiczów medalem „Sprawiedliwy wśród Narodów Świata”.